# Gunung Tinggi (Pancur Batu)
Gunung Tinggi is een bestuurslaag in het regentschap Deli Serdang van de provincie Noord-Sumatra, Indonesië. Gunung Tinggi telt 1618 inwoners (volkstelling 2010).